# Troada

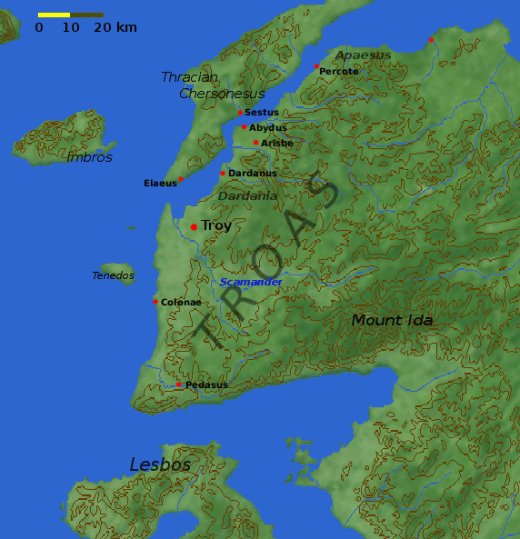
Mapa Troady

Troada (Troas) – starożytna kraina w Azji Mniejszej w północno-zachodniej Anatolii, pomiędzy Morzem Egejskim a Hellespontem i rzeką Ajespos (według Strabona). Od reszty Anatolli jest oddzielona masywem góry Ida (tur. Kazdağı). Obecnie region ten jest częścią tureckiej prowincji Çanakkale, gdzie znajduje się m.in. stanowisko archeologiczne z ruinami starożytnej Troi.
Główne miasta – Troja (Ilion) i Lampsakos, główna rzeka – Skamander.